# Слободчиков, Алексей Терентьевич
Алексей Терентьевич Слободчиков (1922—1944) — майор Рабоче-крестьянской Красной Армии, участник Великой Отечественной войны, Герой Советского Союза (1943).

## Биография

Могила Слободчикова на кладбище Коммунаров в Севастополе.

Алексей Слободчиков родился 19 сентября 1922 года в селе Михайловка (ныне — Вольнянский район Запорожской области Украины). Окончил Мелитопольский учительский институт. В 1940 году Слободчиков был призван на службу в Рабоче-крестьянскую Красную Армию. В 1941 году он окончил Одесское пехотное училище, в 1942 году — курсы «Выстрел». С сентября 1941 года — на фронтах Великой Отечественной войны.
К ноябрю 1943 года гвардии майор Алексей Слободчиков командовал 2-м батальоном 1-го гвардейского стрелкового полка 2-й гвардейской стрелковой дивизии 56-й армии Северо-Кавказского фронта. Отличился во время Керченско-Эльтигенской операции. 2 ноября 1943 года батальона Слободчикова переправился через Керченский пролив и, прорвав немецкую оборону на побережье Керченского полуострова, штурмом взял село Баксы (ныне — Глазовка), нанеся противнику большие потери.
Указом Президиума Верховного Совета СССР от 17 ноября 1943 года за «успешное форсирование Керченского пролива и захват плацдарма на крымской земле» гвардии майор Алексей Слободчиков был удостоен высокого звания Героя Советского Союза с вручением ордена Ленина и медали «Золотая Звезда» за номером 2165.
8 мая 1944 года Слободчиков погиб в бою за Сапун-гору. Похоронен на кладбище Коммунаров в Севастополе.
Был также награждён двумя орденами Красного Знамени, орденом Александра Невского и рядом медалей.
В честь Слободчикова названы улица и школа, установлен памятник в его родном селе.